# Anis Chedli
Anis Al-Chedli (ar. انيس الشاذلي; ur. 19 lutego 1981) – tunezyjski judoka. Olimpijczyk z Pekinu 2008, gdzie zajął 21. miejsce wadze ciężkiej.
Uczestniczk mistrzostw świata w 2003, 2005, 2007, 2008, 2009 i 2010. Startował w Pucharze Świata w latach 2001, 2003-2006 i 2010. Wicemistrz igrzysk śródziemnomorskich w 2009 i trzeci w 2001. Złoty i brązowy medalista igrzysk afrykańskich w 2007. Wicemistrz igrzysk frankofońskich w 2005. Szesnastokrotny medalista mistrzostw Afryki w latach 2000 - 2010.

## Letnie Igrzyska Olimpijskie 2008
| Konkurencja | Eliminacje          | Klas. końcowa |
| Konkurencja | Przeciwnik I        | Miejsce       |
| ----------- | ------------------- | ------------- |
| +100 kg     | Teddy Riner (FRA) P | 21.           |